# رجینالد دورتی
رجینالد دورتی (به انگلیسی: Reginald Doherty) ورزشکار مرد رشتهٔ تنیس اهل کشور بریتانیای کبیر است. وی در بین سال‌های ‎۱۹۰۰ تا ۱۹۰۸ میلادی در مسابقات بازی‌های المپیک تابستانی در مجموع ۴ مدال، شامل ۳ مدال طلا و ۱ برنز را کسب کرد.